# Echo (lớp tàu ngầm)
Tàu ngầm lớp Echo là lớp tàu ngầm hạt nhân mang tên lửa hành trình của Hải quân Liên Xô những năm 1960. Định danh của Liên Xô cho tàu ngầm đầu tiên thuộc loại tàu ngầm này là Project 659, và đặt định danh Project 675 chon 29 chiếc tàu còn lại. Tên ký hiệu của NATO cho lớp tàu này là Echo I và Echo II. Tất cả các tàu ngầm đều được loại biên tính đến năm 1994.

## Lớp Echo I
Tàu ngầm lớp Echo I (Project 659) được đóng tại Komsomolsk thuộc vùng viễn đông Nga từ năm 1960 đến năm 1963. Lớp tàu ngầm Echo I được xếp vào loại tàu ngầm SSGN với vũ khí trang bị bao gồm sáu ống phóng tên lửa hành trình P-5 Pyatyorka (SS-N-3C, "Shaddock") đối đất. Lớp Echo I có vai trò chiến lược nhiều hơn là nhiệm vụ chống tàu do không có hệ thống điều khiển hỏa lực và radar điều khiển.

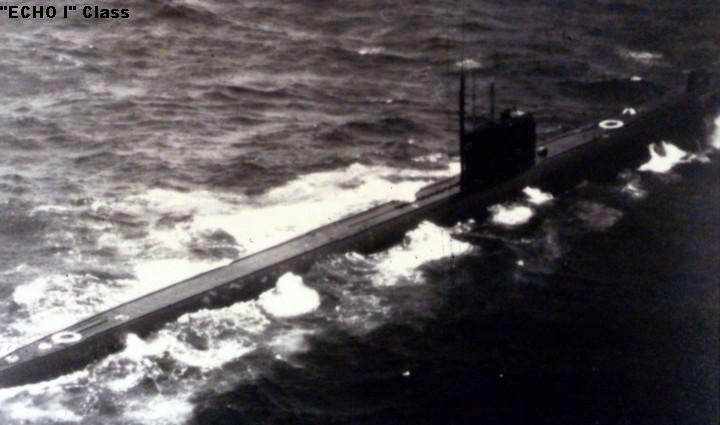
Tàu ngầm hạt nhân Project 659 (Echo I) được trang bị lại để trở thành tàu ngầm tấn công thuộc Đề án 659T

Project 659

Khi Hải quân Liên Xô đã có tàu ngầm hạt nhân mang tên lửa đạn đạo SSBN, nhu cầu trang bị các loại tàu ngầm hạt nhân mang tên lửa hành trình giảm đi, vì vậy chúng được chuyển đổi thành tàu ngầm hạt nhân tấn công-SSN (SS biểu thị Submarine, trong khi N biểu thị nuclear) Project 659T từ năm 1969 đến năm 1974. Việc chuyển đổi bao gồm loại bỏ các tên lửa hành trình, lớp mạ bên ngoài và thiết kế lại thân tàu để giảm độ tiếng ồn thủy âm của các ống phóng tên lửa và nâng cấp hệ thống sonar theo chuẩn của các tàu SSN lớp November.
Tất cả các tàu thuộc lớp Echo I đều được biên chế trong Hạm đội Thái Bình Dương. Hai tàu ngầm cuối cùng thuộc lớp này đã được tháo dỡ vào những năm 1990.

### Các tàu thuộc lớp Echo I
| #     | Shipyard                                                 | Laid down                 | Launched                 | Commissioned              | Fleet   | Status                            |
| ----- | -------------------------------------------------------- | ------------------------- | ------------------------ | ------------------------- | ------- | --------------------------------- |
| K-45  | Nhà máy đóng tàu Leninskiy Komsomol, Komsomolsk-na-Amure | ngày 20 tháng 12 năm 1958 | ngày 12 tháng 5 năm 1960 | ngày 28 tháng 6 năm 1961  | Pacific | Decommissioned 1989 for scrapping |
| K-59  | Leninskiy Komsomol Shipyard, Komsomolsk-na-Amure         | ngày 30 tháng 9 năm 1959  | ngày 25 tháng 9 năm 1960 | ngày 16 tháng 12 năm 1961 | Pacific | Decommissioned 1989 for scrapping |
| K-66  | Leninskiy Komsomol Shipyard, Komsomolsk-na-Amure         | ngày 26 tháng 3 năm 1960  | ngày 30 tháng 7 năm 1961 | ngày 28 tháng 12 năm 1961 | Pacific | Decommissioned 1985 for scrapping |
| K-122 | Leninskiy Komsomol Shipyard, Komsomolsk-na-Amure         | ngày 21 tháng 1 năm 1961  | ngày 17 tháng 9 năm 1961 | ngày 6 tháng 7 năm 1962   | Pacific | Decommissioned 1985 for scrapping |
| K-151 | Leninskiy Komsomol Shipyard, Komsomolsk-na-Amure         | ngày 21 tháng 4 năm 1962  | ngày 30 tháng 9 năm 1962 | ngày 28 tháng 7 năm 1963  | Pacific | Decommissioned 1989 for scrapping |

## Echo II class
Tàu ngầm lớp Echo II (Project 675) được chế tạo tại Severodvinsk (18 tàu) và Komsomolsk (11 tàu) từ năm 1962 đến 1967 có vai trò là tàu ngầm mang tên lửa tiêu diệt tàu sân bay. Tàu ngầm lớp Echo II trang bị sáu tên lửa hành trình chống tàu P-6 (SS-N-3a "Shaddock") thành từng cặp bên trên vỏ chịu áp lực của tàu.

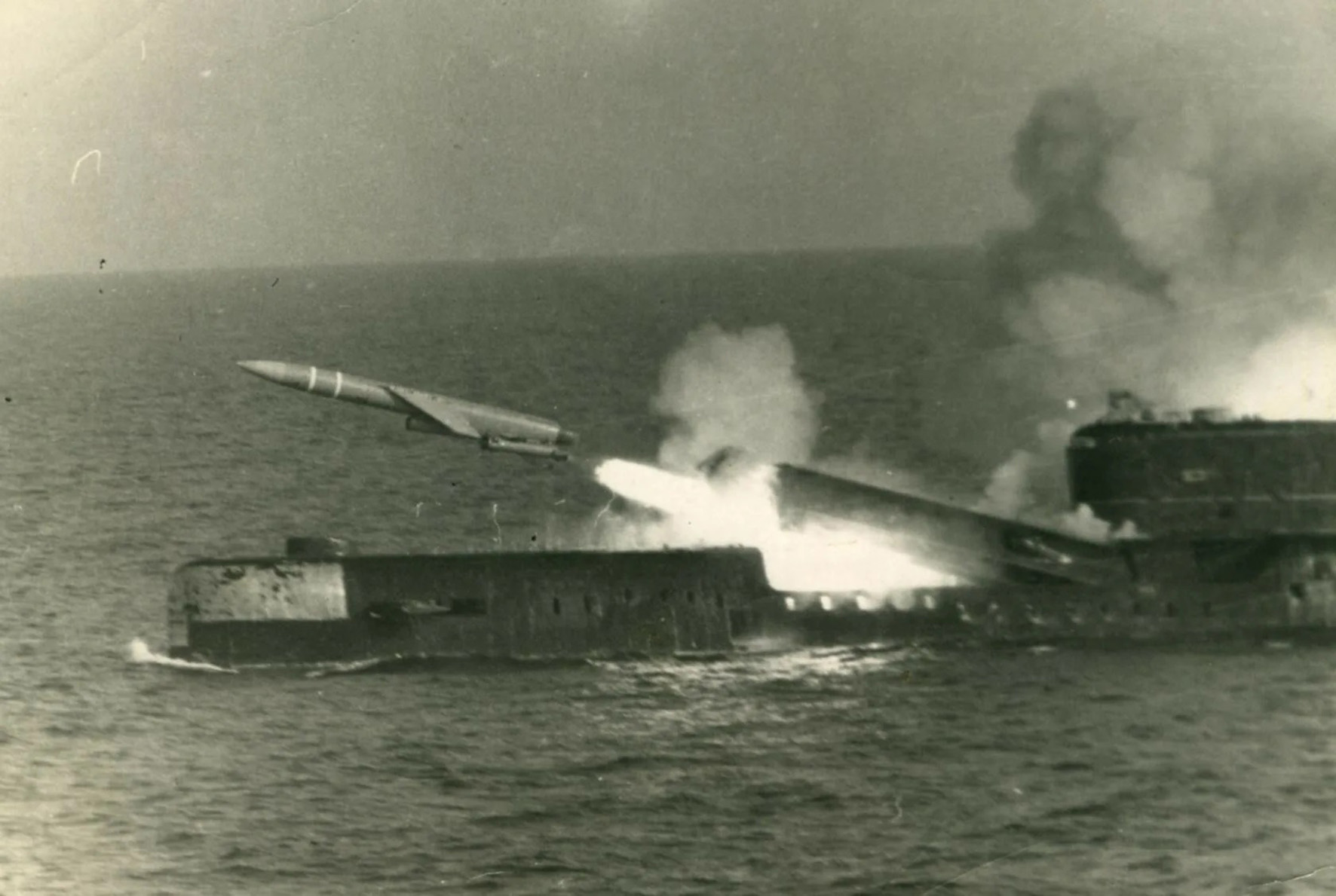
Phóng tên lửa hành trình P-6 (SS-N-3A) từ tàu ngầm Project 675 (Echo II)

Project 675

Để bắn tên lửa, tàu ngầm phải nổi lên và tên lửa được đặt nghiêng 15 độ. Echo II cũng có radar dẫn đường và hệ thống điều khiển hỏa lực. Echo II có khả năng bắn cả 8 tên lửa trong vòng 30 phút, nhưng phải nổi lên và đợi cho đến khi hiệu chỉnh đường bay pha giữa và lập trình mục tiêu cho tên lửa trừ khi tên lửa được điều khiển từ một tàu ngầm khác.
Từ giữa những năm 1970, mười bốn trong số 29 tàu ngầm Echo II đã được sửa đổi để trang bị tên lửa hành trình chống tàu P-500 Bazalt (SS-N-12 "Sandbox"), có tầm bắn 550 kilômét (340 mi). Các tàu ngầm này (Project 675M) có thể phân biệt được ở chỗ phình hai bên trên tháp tàu ngầm.
Ba trong số các tàu ngầm Project 675M này đã được nâng cấp hơn nữa trở thành Project 675MKV vào khoảng cuối chiến tranh Lạnh. Tên lửa P-1000 Vulkan (GRAU 3M70) bay tốc độ nhanh hơn (Mach 2,3–2,5) tên lửa P-500 và có tầm bắn được mở rộng tới 700 kilômét (430 mi). Đồng thời các tàu ngầm cũng được thay thế vỏ thép bằng vỏ làm bằng titan giúp giảm khối lượng tàu ngầm, đồng thời cải tiến hệ thống đẩy. Dường như nó sử dụng hệ thống dẫn bắn tương tự như tên lửa P-500 là máy tính Argon-KV và radar Argument. Tên lửa hành trình P-1000 cũng được trang bị trên ba tàu ngầm của Hạm đội phương Bắc từ năm 1987 đến năm 1993. Việc chuyển đổi hai tàu của Hạm đội Thái Bình Dương là K-10 và K-34 đã bị bỏ dở do thiếu kinh phí.
Lớp Echo II được chia đều cho Hạm đội Thái Bình Dương và Hạm đội phương Bắc. Những chiếc tàu ngầm thuộc lớp Echo II đã lỗi thời vào giữa những năm 1980 và bị loại biên vào năm 1989 và 1995.

### Các tàu ngầm Echo II
| #                   | Xưởng đóng tàu                                   | Đặt ky                    | Hạ thủy                   | Trang bị                  | Hạm đội         | Trạng thái                           |
| ------------------- | ------------------------------------------------ | ------------------------- | ------------------------- | ------------------------- | --------------- | ------------------------------------ |
| K-166               | SEVMASH, Severodvinsk                            | Ngày 30 tháng 5 năm 1961  | 6 tháng 9 năm 1962        | 31 tháng 10 năm 1963      | Phương Bắc      | Loại biên năm 1989 để tháo dỡ        |
| K-104               | SEVMASH, Severodvinsk                            | 11 tháng 1 năm 1962       | 16 tháng 6 năm 1963       | 15 tháng 12 năm 1963      | Phương Bắc      | Loại biên năm 1990 để tháo dỡ        |
| K-170 (K-86, KS-86) | SEVMASH, Severodvinsk                            | 16 tháng 5 năm 1962       | 4 tháng 8, 1963           | 26 tháng 12 năm 196       | Phương Bắc      | Decommissioned 1991 for scrapping    |
| K-175               | Leninskiy Komsomol Shipyard, Komsomolsk-na-Amure | 17 tháng 3 năm 1962       | 30 tháng 9 năm 1962       | 30 tháng 12 năm 1963      | Thái bình dương | Decommissioned 1990 for scrapping    |
| K-184               | Leninskiy Komsomol Shipyard, Komsomolsk-na-Amure | 2 tháng 2 năm 1963        | 25 tháng 8 năm 1963       | 31 tháng 3 năm 1964       | Thái bình dương | Decommissioned 1990 for scrapping    |
| K-172               | SEVMASH, Severodvinsk                            | 8 tháng 8 năm 1962        | 25 tháng 12 năm 1963      | 30 tháng 7 năm 1964       | Phương Bắc      | Decommissioned 1990 for scrapping    |
| K-47 (B-47)         | SEVMASH, Severodvinsk                            | ngày 7 tháng 8 năm 1962   | ngày 10 tháng 2 năm 1964  | ngày 31 tháng 8 năm 1964  | Phương Bắc      | Decommissioned 1994–95 for scrapping |
| K-1 (1963)          | SEVMASH, Severodvinsk                            | ngày 11 tháng 1 năm 1963  | ngày 30 tháng 4 năm 1964  | ngày 30 tháng 9 năm 1964  | Phương Bắc      | Decommissioned 1992 for scrapping    |
| K-28 (K-428)        | SEVMASH, Severodvinsk                            | ngày 26 tháng 4 năm 1963  | ngày 30 tháng 6 năm 1964  | ngày 16 tháng 12 năm 1964 | Phương Bắc      | Decommissioned 1990 for scrapping    |
| K-35                | SEVMASH, Severodvinsk                            | ngày 6 tháng 1 năm 1964   | ngày 27 tháng 1 năm 1965  | ngày 30 tháng 6 năm 1965  | Phương Bắc      | Decommissioned 1993 for scrapping    |
| K-189 (K-144)       | Leninskiy Komsomol Shipyard, Komsomolsk-na-Amure | ngày 6 tháng 4 năm 1963   | ngày 9 tháng 5 năm 1964   | ngày 24 tháng 7 năm 1965  | Thái bình dương | Decommissioned 1991 for scrapping    |
| K-74                | SEVMASH, Severodvinsk                            | ngày 23 tháng 7 năm 1963  | ngày 30 tháng 9 năm 1964  | ngày 30 tháng 7 năm 1965  | Phương Bắc      | Decommissioned 1992 for scrapping    |
| K-22                | SEVMASH, Severodvinsk                            | ngày 14 tháng 10 năm 1963 | ngày 29 tháng 11 năm 1964 | ngày 7 tháng 8 năm 1965   | Phương Bắc      | Decommissioned 1995 for scrapping    |
| K-90 (K-111)        | SEVMASH, Severodvinsk                            | ngày 29 tháng 2 năm 1964  | ngày 17 tháng 4 năm 1965  | ngày 25 tháng 9 năm 1965  | Phương Bắc      | Decommissioned 1989 for scrapping    |
| K-31 (K-431)        | Leninskiy Komsomol Shipyard, Komsomolsk-na-Amure | ngày 11 tháng 1 năm 1964  | ngày 8 tháng 9 năm 1964   | ngày 30 tháng 9 năm 1965  | Thái bình dương | Decommissioned 1987 for scrapping    |
| K-116               | SEVMASH, Severodvinsk                            | ngày 8 tháng 6 năm 1964   | ngày 19 tháng 6 năm 1965  | ngày 29 tháng 10 năm 1965 | Thái bình dương | Decommissioned 1985 for scrapping    |
| K-57 (K-557)        | Leninskiy Komsomol Shipyard, Komsomolsk-na-Amure | ngày 19 tháng 10 năm 1963 | ngày 26 tháng 9 năm 1964  | ngày 31 tháng 10 năm 1965 | Thái bình dương | Decommissioned 1992 for scrapping    |
| K-125               | SEVMASH, Severodvinsk                            | ngày 1 tháng 9 năm 1964   | ngày 11 tháng 9 năm 1965  | ngày 18 tháng 12 năm 1965 | Phương Bắc      | Decommissioned 1991 for scrapping    |
| K-48                | Leninskiy Komsomol Shipyard, Komsomolsk-na-Amure | ngày 11 tháng 4 năm 1964  | ngày 16 tháng 6 năm 1965  | ngày 31 tháng 12 năm 1965 | Thái bình dương | Decommissioned 1990 for scrapping    |
| K-128 (K-62)        | SEVMASH, Severodvinsk                            | ngày 29 tháng 10 năm 1964 | ngày 30 tháng 12 năm 1965 | ngày 25 tháng 8 năm 1966  | Phương Bắc      | Decommissioned 1990 for scrapping    |
| K-56                | Leninskiy Komsomol Shipyard, Komsomolsk-na-Amure | ngày 30 tháng 5 năm 1964  | ngày 10 tháng 8 năm 1965  | ngày 26 tháng 8 năm 1966  | Thái bình dương | Decommissioned 1992 for scrapping    |
| K-131 (B-131)       | SEVMASH, Severodvinsk                            | ngày 31 tháng 12 năm 1964 | ngày 6 tháng 6 năm 1966   | ngày 30 tháng 9 năm 1966  | Phương Bắc      | Decommissioned 1994 for scrapping    |
| K-10                | Leninskiy Komsomol Shipyard, Komsomolsk-na-Amure | ngày 24 tháng 10 năm 1964 | ngày 29 tháng 9 năm 1965  | ngày 15 tháng 10 năm 1966 | Pacific         | Decommissioned 1989 for scrapping    |
| K-135               | SEVMASH, Severodvinsk                            | ngày 27 tháng 2 năm 1965  | ngày 27 tháng 7 năm 1967  | ngày 25 tháng 11 năm 1966 | Phương Bắc      | Decommissioned 1988 for scrapping    |
| K-94 (K-204)        | Leninskiy Komsomol Shipyard, Komsomolsk-na-Amure | ngày 20 tháng 3 năm 1965  | ngày 20 tháng 5 năm 1966  | ngày 27 tháng 12 năm 1966 | Thái bình dương | Decommissioned 1992 for scrapping    |
| K-108               | Leninskiy Komsomol Shipyard, Komsomolsk-na-Amure | ngày 24 tháng 7 năm 1965  | ngày 26 tháng 8 năm 1966  | ngày 31 tháng 3 năm 1967  | Thái bình dương | Decommissioned 1990 for scrapping    |
| K-7                 | Leninskiy Komsomol Shipyard, Komsomolsk-na-Amure | ngày 6 tháng 11 năm 1965  | ngày 25 tháng 9 năm 1966  | ngày 30 tháng 9 năm 1967  | Thái bình dương | Decommissioned 1990 for scrapping    |
| K-23                | Leninskiy Komsomol Shipyard, Komsomolsk-na-Amure | ngày 23 tháng 2 năm 1966  | ngày 18 tháng 6 năm 1967  | ngày 30 tháng 12 năm 1967 | Thái bình dương | Decommissioned 1992 for scrapping    |
| K-34 (K-134)        | Leninskiy Komsomol Shipyard, Komsomolsk-na-Amure | ngày 18 tháng 6 năm 1966  | ngày 23 tháng 9 năm 1967  | ngày 30 tháng 12 năm 1968 | Thái bình dương | Decommissioned 1994 for scrapping    |

## Tai nạn
Các tàu ngầm lớp Echo đã dính vào một số vụ tai nạn:
20 tháng 6 năm 1970
K-108 (Echo II) va chạm với tàu ngầm USS Tautog ở Biển Okhotsk ở độ sâu 45 mét (148 ft). Vỏ ngoài của K-108 bị hư hại ở khu vực khoang VIII và IX, tháp chỉ huy Tautog bị hư hại và ngập nước. Không có thủy thủ nào tử vong.
14 tháng 6 năm 1973
K-56 (Echo II) va chạm với tàu đánh cá cỡ lớn Akademik Berg của Liên Xô. Chiếc tàu ngầm bị kẹt trong mũi tàu, và 27 người thiệt mạng khi khoang I và II bị ngập.
20 tháng 8 năm 1973
K-1 (Echo II) đã va vào Hagua Bank (21°35′00″B 80°40′00″T / 21,5833°B 80,6667°T) biển Caribe ở độ sâu 120 mét (390 ft) với tốc độ 16 hải lý / giờ (30 km / h). Mũi tàu bị hư hại đáng kể.
28 tháng 8 năm 1976
K-22 (Echo II) đã va chạm với tàu khu trục nhỏ USS Voge ở biển Địa Trung Hải (36°02′00″B 20°36′00″Đ / 36,0333°B 20,6°Đ), cả hai tàu đều chịu hư hại nghiêm trọng. K-22 bị hư hại container chứa tên lửa số 1, cánh vây tàu ngầm, và di chuyển tới Kithira ở biển Aegean để sửa chữa. Tàu khu trục của Mỹ bị hư hỏng phần đuôi tàu và được kéo về đảo Crete.
24 tháng 9 năm 1976
K-47 (Echo II) trong khi đang tuần tra ở vùng biển Bắc Đại Tây Dương đã xảy ra một đám cháy ở khoang VIII (khu vực sinh hoạt) dẫn đến chập điện. Ba thủy thủ đã chết do nhiễm độc khí carbon monoxide.
2 tháng 7 năm 1979
K-116 (Echo II) gặp sự cố lò phản ứng (rò rỉ chất làm mát) tại vịnh Vladimir, biển Nhật Bản. Một số phi hành đoàn đã bị phơi nhiễm một liều lượng phóng xạ lớn, nhưng không có trường hợp nào tử vong.
21 tháng 8 năm 1980
K-122 (Echo I) xảy ra cháy ở khoang số VII (khoang điện) khi đang cách Okinawa 85 dặm (137 km) về phía Đông. 14 thủy thủ hy sinh do khí độc.
10 tháng 9 năm 1981
K-45 (Echo I) va chạm với tàu đánh cá Liên Xô Novokachalinsk vào ban đêm. Mũi tàu bên ngoài và hệ thống sonar của tàu ngầm bị hư hỏng nghiêm trọng. Tàu đánh cá bị chìm.
18 tháng 6 năm 1984
K-131 (Echo II)  một đám cháy bùng phát ở khoang VIII do một thợ điện vi phạm các phương pháp an toàn khi ở biển Barents. Mười bốn người chết
10 tháng 8 năm 1985
K-431 (trước đây là K-31) (Echo II) đã bị nổ lò phản ứng khi đang tiếp nhiên liệu tại xưởng đóng tàu ở Vịnh Chazhma, Biển Nhật Bản. Mười người chết (300 người từ các bên cứu hộ phơi nhiễm phóng xạ ở các mức độ khác nhau, một số người chết sau đó).
Tháng 11 năm 1986
K-175 (Echo II), khi đang ở căn cứ đóng quân (Hạm đội Thái Bình Dương), đã bị một vụ nổ trong khoang lò phản ứng, gây phóng xạ và ô nhiễm vùng lãnh thổ gần đó. Không có trường hợp tử vong.
1989
Tai nạn lò phản ứng trên tàu ngầm K-1 (Echo II mod).
26 tháng 6 năm 1989
K-192 (ex-K-172) (Echo II) đã gặp sự cố lò phản ứng (sự cố ở vòng lặp đầu tiên của lò phản ứng bên phải) khi ở ngoài khơi đảo Bear, biển Barents. Thủy thủ đoàn đã bị phơi nhiễm phóng xạ, nhưng không có trường hợp nào tử vong.